# 天皇杯 JFA 第102回全日本サッカー選手権大会
天皇杯 JFA 第102回全日本サッカー選手権大会（てんのうはい JFA だい102かい ぜんにほんサッカーせんしゅけんたいかい、英: Emperor's Cup JFA 102nd Japan Football Championship）は、2022年（令和4年）5月21日から10月16日まで開催されていた天皇杯 JFA 全日本サッカー選手権大会。
J2のヴァンフォーレ甲府が初優勝を果たした。

## 概要
2021年12月21日に出場チーム数、マッチスケジュール、アマチュアシードチームが発表された。一部特殊なレギュレーションを採用した第100回大会（2019年）・第101回大会（2020年）とは違い、第99回大会（2018年）と同様の全88チームによる大会フォーマットが採用されている。
今大会は全体的な日程が大幅前倒しとなったほか（後述）、決勝戦の会場は第94回大会以来となる日産スタジアム（神奈川県横浜市）での開催に決まった。

## 日程
2021年12月21日に公表された日程に基づく。1回戦と決勝戦は土日に、2回戦から準決勝までは全て平日（水曜日）に開催される。
今大会はカタールで開催される2022 FIFAワールドカップが11月21日開幕・12月18日閉幕となることを踏まえ、同大会の前に天皇杯を終了させることになり、決勝の日程は年末開催となった第48回大会（1968年）以降では最も早い10月16日に設定された。
| 試合     | 開催日      | 予備日  | 参加チーム数変動   | 備考                                 |
| -------- | ----------- | ------- | ------------------ | ------------------------------------ |
| 1回戦    | 5月21、22日 | 5月23日 | 48 (1+47) → 24     | アマチュアシード、都道府県代表の参加 |
| 2回戦    | 6月1日      | 6月8日  | 64 (24+18+22) → 32 | J1・J2クラブの参加                   |
| 3回戦    | 6月22日     | 6月29日 | 32 → 16            |                                      |
| 4回戦    | 7月13日     | 7月20日 | 16 → 8             |                                      |
| 準々決勝 | 9月7日      | 9月28日 | 8 → 4              |                                      |
| 準決勝   | 10月5日     |         | 4 → 2              |                                      |
| 決勝     | 10月16日    |         | 2 → 1              |                                      |

## 出場チーム
以下の「出場回数」についてはJFAの公式記録に基づくが、基本的には「前身となるチーム（クラブ化前の実業団チーム、など）からの通算回数」としている。ただし、一部に例外もある。

### J1リーグ
2022年のJ1リーグ所属の全18チーム。
| チーム                 | 出場回数       |
| ---------------------- | -------------- |
| 北海道コンサドーレ札幌 | 2年連続41回目  |
| 鹿島アントラーズ       | 2年連続38回目  |
| 柏レイソル             | 2年連続54回目  |
| 浦和レッズ             | 2年連続57回目  |
| FC東京                 | 2年連続28回目  |
| 川崎フロンターレ       | 28年連続39回目 |
| 横浜F・マリノス        | 2年連続44回目  |
| 湘南ベルマーレ         | 2年連続50回目  |
| 清水エスパルス         | 2年連続30回目  |

| チーム             | 出場回数       |
| ------------------ | -------------- |
| ジュビロ磐田       | 2年連続45回目  |
| 名古屋グランパス   | 2年連続45回目  |
| 京都サンガF.C.     | 2年連続39回目  |
| ガンバ大阪         | 42年連続42回目 |
| セレッソ大阪       | 2年連続53回目  |
| ヴィッセル神戸     | 2年連続35回目  |
| サンフレッチェ広島 | 2年連続70回目  |
| アビスパ福岡       | 2年連続30回目  |
| サガン鳥栖         | 2年連続30回目  |

### J2リーグ
2022年のJ2リーグ所属の全22チーム。
| チーム                 | 出場回数       |
| ---------------------- | -------------- |
| いわてグルージャ盛岡   | 2年連続15回目  |
| ブラウブリッツ秋田     | 21年連続29回目 |
| ベガルタ仙台           | 2年連続28回目  |
| モンテディオ山形       | 2年連続30回目  |
| 水戸ホーリーホック     | 2年連続26回目  |
| 栃木SC                 | 2年連続22回目  |
| ザスパクサツ群馬       | 2年連続19回目  |
| 大宮アルディージャ     | 2年連続27回目  |
| ジェフユナイテッド千葉 | 2年連続57回目  |
| 東京ヴェルディ         | 2年連続47回目  |
| FC町田ゼルビア         | 2年連続10回目  |

| チーム             | 出場回数       |
| ------------------ | -------------- |
| 横浜FC             | 2年連続23回目  |
| ヴァンフォーレ甲府 | 2年連続30回目  |
| アルビレックス新潟 | 2年連続30回目  |
| ツエーゲン金沢     | 2年連続18回目  |
| ファジアーノ岡山   | 2年連続14回目  |
| レノファ山口FC     | 2年連続18回目  |
| 徳島ヴォルティス   | 31年連続34回目 |
| V・ファーレン長崎  | 2年連続15回目  |
| ロアッソ熊本       | 2年連続22回目  |
| 大分トリニータ     | 2年連続26回目  |
| FC琉球             | 2年連続15回目  |

### アマチュアシードチーム
| チーム   | 所属リーグ | 出場回数      |
| -------- | ---------- | ------------- |
| Honda FC | JFL        | 7年連続42回目 |

### 都道府県代表
秋田県代表は2022年4月17日に、鳥取・島根・岡山・広島・山口・徳島・福岡の7県代表は2022年4月24日に、山形県代表は2022年5月1日に、和歌山県代表は2022年5月5日に、埼玉・千葉・岐阜・滋賀・京都・大阪・兵庫・長崎・熊本の9府県代表は5月7日に、都道府県大会決勝が中止となった香川・愛媛・大分を除く残りの25都道県代表は5月8日に それぞれ決定。
| 都道府県 | チーム                 | 所属リーグ    | 出場回数       | 備考           |
| -------- | ---------------------- | ------------- | -------------- | -------------- |
| 北海道   | 札幌大学               | 北海道学生1部 | 02年ぶり25回目 |                |
| 青森県   | ヴァンラーレ八戸       | J3            | 02年連続10回目 |                |
| 岩手県   | 富士大学               | 東北大学1部   | 02年ぶり03回目 |                |
| 宮城県   | ソニー仙台FC           | JFL           | 03年連続23回目 |                |
| 秋田県   | ノースアジア大学       | 東北大学1部   | 初出場         |                |
| 山形県   | 長井クラブ             | 東北2部南     | 初出場         |                |
| 福島県   | 福島ユナイテッドFC     | J3            | 06年ぶり10回目 |                |
| 茨城県   | 筑波大学               | 関東大学1部   | 02年ぶり32回目 |                |
| 栃木県   | ヴェルフェ矢板         | 関東2部       | 10年ぶり03回目 |                |
| 群馬県   | 上武大学               | 関東大学Norte | 初出場         |                |
| 埼玉県   | 東京国際大学FC         | 関東2部       | 04年ぶり02回目 |                |
| 千葉県   | ブリオベッカ浦安       | 関東1部       | 03年ぶり05回目 |                |
| 東京都   | 立正大学               | 関東大学1部   | 初出場         |                |
| 神奈川県 | 桐蔭横浜大学           | 関東大学1部   | 02年ぶり05回目 |                |
| 山梨県   | 山梨学院大学PEGASUS    | 山梨県1部     | 02年ぶり04回目 |                |
| 長野県   | 松本山雅FC             | J3            | 02年連続16回目 |                |
| 新潟県   | 新潟医療福祉大学       | 北信越大学1部 | 02年ぶり06回目 |                |
| 富山県   | カターレ富山           | J3            | 02年連続13回目 |                |
| 石川県   | 北陸大学               | 北信越大学1部 | 03年ぶり05回目 |                |
| 福井県   | 福井ユナイテッドFC     | 北信越1部     | 11年連続14回目 |                |
| 静岡県   | 藤枝MYFC               | J3            | 07年ぶり04回目 |                |
| 愛知県   | 中京大学               | 東海学生1部   | 04年ぶり07回目 |                |
| 三重県   | 鈴鹿ポイントゲッターズ | JFL           | 03年連続08回目 |                |
| 岐阜県   | FC岐阜                 | J3            | 02年連続16回目 |                |
| 滋賀県   | MIOびわこ滋賀          | JFL           | 02年ぶり09回目 |                |
| 京都府   | 同志社大学             | 関西学生1部   | 16年ぶり10回目 |                |
| 大阪府   | 関西大学               | 関西学生1部   | 06年ぶり17回目 |                |
| 兵庫県   | Cento Cuore HARIMA     | 関西1部       | 02年ぶり10回目 |                |
| 奈良県   | 奈良クラブ             | JFL           | 02年ぶり13回目 |                |
| 和歌山県 | アルテリーヴォ和歌山   | 関西1部       | 14年連続14回目 |                |
| 鳥取県   | ガイナーレ鳥取         | J3            | 02年連続24回目 |                |
| 島根県   | FC神楽しまね           | JFL           | 08年連続09回目 |                |
| 岡山県   | 環太平洋大学           | 中国大学1部   | 03年ぶり03回目 |                |
| 広島県   | 福山シティFC           | 中国          | 03年連続03回目 |                |
| 山口県   | 周南公立大学           | 中国大学1部   | 03年ぶり12回目 |                |
| 香川県   | 高松大学               | 四国大学1部   | 02年ぶり02回目 | 県大会決勝中止 |
| 徳島県   | FC徳島                 | 四国          | 07年連続07回目 |                |
| 愛媛県   | FC今治                 | J3            | 02年連続12回目 | 県大会決勝中止 |
| 高知県   | 高知ユナイテッドSC     | JFL           | 07年連続07回目 |                |
| 福岡県   | ギラヴァンツ北九州     | J3            | 02年連続13回目 |                |
| 佐賀県   | Brew KASHIMA           | 九州          | 03年ぶり10回目 |                |
| 長崎県   | MD長崎                 | 長崎県1部     | 04年連続06回目 |                |
| 熊本県   | マリーゴールド熊本     | 熊本県1部     | 初出場         |                |
| 大分県   | ヴェルスパ大分         | JFL           | 06年連続12回目 | 県大会決勝中止 |
| 宮崎県   | ホンダロックSC         | JFL           | 02年連続15回目 |                |
| 鹿児島県 | 鹿児島ユナイテッドFC   | J3            | 02年連続08回目 |                |
| 沖縄県   | 沖縄SV                 | 九州          | 04年連続04回目 |                |

出場回数に関する備考
1. ↑  日産自動車サッカー部→横浜マリノスからの出場回数を含む。なお、横浜フリューゲルスの出場回数（13回）は含まない。
2. ↑  鳥栖フューチャーズの出場回数（5回）を含む（なお、鳥栖と鳥栖Fには組織としての連続性はない。当該項参照）。
3. ↑  前身である国見FCの出場回数（1回）は含まない。
4. ↑  NTT熊本およびアルエット熊本の出場回数（5回）を含む（なお、ロアッソ熊本（および旧チーム名のロッソ熊本）とNTT熊本およびアルエット熊本には組織としての連続性はない。当該項参照）。
5. ↑  前身の北陸電力/アローズ北陸 (10回出場)およびYKK APサッカー部 (11回出場)の出場回数は含まない。
6. ↑  承継元のサウルコス福井 (10回出場)での出場回数を含む。
7. ↑  前身の静岡FC (2回出場)の出場回数は含まない。
8. ↑  全同志社大学（1回出場）の出場回数は含まない。
9. ↑  関大クラブ（7回出場）、全関大（4回出場）の出場回数は含まない。
10. ↑  前身の兵庫教員蹴球団の出場回数（2回）は含まない。
11. ↑  前身のアイゴッソ高知 (「南国高知FC」として3回出場)の出場回数は含まない。
12. ↑  前身の三菱化成黒崎サッカー部の出場回数（4回）を含まない。
13. ↑  前身のヴォルカ鹿児島（6回）およびFC KAGOSHIMA（1回、別に前身の鹿屋体育大学クラブで1回出場）の出場回数は含まない。

## 試合結果
Jリーグ発足年の1993年に行われた第73回大会以来29大会ぶりにJ1の全クラブが初戦に勝利した ことに加え、Jリーグが2部制を導入した1999年以降では初めて、J1およびJ2の全クラブが下位カテゴリーとの初戦（2回戦でJ2同士の対戦となった8カードを除く）に勝利し、アマチュアシード及び都道府県代表が2回戦までに全て敗退した。

### 1回戦
3回戦までの対戦カードおよび2回戦までの日程・試合会場（一部除く）は2022年3月10日に発表された。
| 2022年5月21日 No.1 | 札幌大学          | 1 - 0    | 山梨学院大学PEGASUS | 札幌市                                                  |
| 13:00              | - 小笠原大将 36分 | 公式記録 |                     | 競技場: 札幌厚別公園競技場 観客数: 298人 主審: 國吉真吾 |

| 2022年5月21日 No.2 | ヴェルフェ矢板                                                                                  | 7 - 0    | 長井クラブ | 宇都宮市                                                    |
| 13:00              | - 関敏史 7分 - 藤田竜成 14分 (pen.), 32分, 62分 - 増渕利樹 36分 - 神村秀斗 40分 - 床井直人 56分 | 公式記録 |            | 競技場: 栃木県グリーンスタジアム 観客数: 269人 主審: 手塚優 |

| 2022年5月21日 No.3 | 松本山雅FC                                | 3 - 2    | 北陸大学                        | 松本市                                                       |
| 13:00              | - 榎本樹 17分 - 田中パウロ淳一 31分, 60分 | 公式記録 | - 遠藤青空 37分 - 平野旦敏 59分 | 競技場: サンプロ アルウィン 観客数: 2,824人 主審: 宇田川恭弘 |

| 2022年5月21日 No.4 | FC今治            | 1 - 4    | 沖縄SV                                                | 松山市                                                    |
| 12:00              | - 中川風希 45+1分 | 公式記録 | - 山田雄太 55分, 68分 - 儀保幸英 60分 - 安在和樹 63分 | 競技場: ニンジニアスタジアム 観客数: 516人 主審: 大原謙哉 |

| 2022年5月22日 No.5 | 上武大学 | 0 - 1    | 富士大学      | 前橋市                                                                |
| 13:00              |          | 公式記録 | - 千葉希 71分 | 競技場: アースケア敷島サッカー・ラグビー場 観客数: 438人 主審: 長田望 |

| 2022年5月22日 No.6 | 鹿児島ユナイテッドFC                            | 3 - 1    | ギラヴァンツ北九州 | 鹿児島市                                              |
| 13:00              | - 中原秀人 24分 - 山本駿亮 42分 - 米澤令衣 62分 | 公式記録 | - 中山雄希 78分    | 競技場: 白波スタジアム 観客数: 1,853人 主審: 酒井達矢 |

| 2022年5月22日 No.7 | ヴァンラーレ八戸 | 0 - 1    | 新潟医療福祉大学    | 八戸市                                                    |
| 13:00              |                  | 公式記録 | - 野開ディラン 17分 | 競技場: プライフーズスタジアム 観客数: 554人 主審: 塚原健 |

| 2022年5月21日 No.8 | FC岐阜                                | 3 - 2    | 中京大学                          | 岐阜市                                                                    |
| 13:00              | - 石津大介 39分, 75分 - 藤岡浩介 84分 | 公式記録 | - 有働夢叶 15分 - 小酒井新大 66分 | 競技場: 岐阜メモリアルセンター長良川球技メドウ 観客数: 902人 主審: 堀善仁 |

| 2022年5月22日 No.9 | MD長崎            | 1 - 2    | FC神楽しまね                    | 長崎市                                                                      |
| 13:00              | - 上野周平 90+2分 | 公式記録 | - 馬場将大 15分 - 川中健太 43分 | 競技場: 長崎市総合運動公園かきどまり陸上競技場 観客数: 255人 主審: 松本康之 |

| 2022年5月22日 No.10 | 福井ユナイテッドFC | 0 - 1    | 同志社大学      | 坂井市                                                          |
| 13:00               |                    | 公式記録 | - 長坂大陸 66分 | 競技場: テクノポート福井スタジアム 観客数: 535人 主審: 舟橋崇正 |

| 2022年5月21日 No.11 | アルテリーヴォ和歌山          | 2 - 4    | 関西大学                                              | 和歌山市                                                        |
| 13:00               | - 久保賢悟 30分 - 田口遼 39分 | 公式記録 | - 百田真登 11分, 67分 - 松尾勇佑 35分 - 久乗聖亜 87分 | 競技場: 紀三井寺運動公園陸上競技場 観客数: 393人 主審: 安川公規 |

| 2022年5月22日 No.12 | 奈良クラブ | 0 - 1 (延長) | Honda FC           | 奈良市                                                    |
| 13:00               |            | 公式記録     | - 岡﨑優希 120+2分 | 競技場: ロートフィールド奈良 観客数: 404人 主審: 花川雄一 |

| 2022年5月22日 No.13 | 鈴鹿ポイントゲッターズ                        | 3 - 0    | Cento Cuore HARIMA | 鈴鹿市                                                                                |
| 13:00               | - 三宅海斗 56分 - 59分 (o.g.) - 北野純也 70分 | 公式記録 |                    | 競技場: 三重交通G スポーツの杜 鈴鹿 サッカー・ラグビー場 観客数: 1,038人 主審: 谷弘樹 |

| 2022年5月22日 No.14 | 高松大学 | 0 - 3    | 周南公立大学                                    | 丸亀市                                                |
| 15:00               |          | 公式記録 | - 寺坂洸希 34分 - 松本優人 41分 - 山本廉哉 63分 | 競技場: Pikaraスタジアム 観客数: 288人 主審: 若宮健治 |

| 2022年5月22日 No.15 | Brew KASHIMA | 0 - 2    | 高知ユナイテッドSC              | 鳥栖市                                                    |
| 13:00               |              | 公式記録 | - 山田恭也 59分 - 西村勇太 87分 | 競技場: 駅前不動産スタジアム 観客数: 439人 主審: 横山卓哉 |

| 2022年5月22日 No.16 | ガイナーレ鳥取 | 0 - 4    | ヴェルスパ大分                                        | 鳥取市                                                    |
| 13:00               |                | 公式記録 | - 利根瑠偉 31分 - 薮内健人 42分, 66分 - 藤本拓臣 70分 | 競技場: Axisバードスタジアム 観客数: 434人 主審: 辛島宗烈 |

| 2022年5月22日 No.17 | 桐蔭横浜大学  | 1 - 0    | 立正大学 | 平塚市                                                        |
| 13:00               | - 山田新 47分 | 公式記録 |          | 競技場: レモンガススタジアム平塚 観客数: 466人 主審: 瀬田貴仁 |

| 2022年5月22日 No.18 | MIOびわこ滋賀 | 1 - 2 (延長) | 環太平洋大学                      | 東近江市                                                            |
| 13:00               | - 秋山駿 43分 | 公式記録     | - 松久保拓斗 9分 - 田口涼太 110分 | 競技場: 東近江市布引運動公園陸上競技場 観客数: 159人 主審: 山口隆平 |

| 2022年5月22日 No.19 | カターレ富山  | 1 - 0    | 藤枝MYFC | 高岡市                                                                       |
| 13:00               | - 吉平翼 17分 | 公式記録 |          | 競技場: 高岡スポーツコア サッカー・ラグビー場 観客数: 1,169人 主審: 友政利貴 |

| 2022年5月22日 No.20                                  | 筑波大学                       | 2 - 2 (延長) (5 - 3 PK戦)                   | ブリオベッカ浦安                 | ひたちなか市                                                            |
| 13:00                                                | - 角昂志郎 18分 - 和田育 115分 | 公式記録                                    | - 75分 (o.g.) - 井上翔太郎 115分 | 競技場: ひたちなか市総合運動公園陸上競技場 観客数: 555人 主審: 村田裕紀 |
|                                                      | PK戦                           |                                             |                                  |                                                                         |
| - 和田育 - 沖田空 - 竹内崇人 - 栗原秀輔 - 庄司夢ノ介 |                                | - 橋本龍馬 - 伊藤純也 - 谷口裕介 - 西袋裕太 |                                  |                                                                         |

| 2022年5月22日 No.21 | 福山シティFC                                    | 3 - 2    | FC徳島                          | 広島市                                                      |
| 13:00               | - 曽我大地 18分 - 濱口草太 54分 - 小松光樹 86分 | 公式記録 | - 須ノ又諭 40分 - 高畠淳也 89分 | 競技場: エディオンスタジアム広島 観客数: 609人 主審: 堀格郎 |

| 2022年5月21日 No.22 | 福島ユナイテッドFC                                                              | 7 - 1    | ノースアジア大学 | 福島市                                                            |
| 13:00               | - 高橋潤哉 1分, 38分 (pen.), 45+3分, 64分 - 長野星輝 20分, 45+1分 - 森晃太 86分 | 公式記録 | - 内垣祥一 9分   | 競技場: とうほう・みんなのスタジアム 観客数: 546人 主審: 田邉裕樹 |

| 2022年5月21日 No.23 | ホンダロックSC                          | 3 - 0    | マリーゴールド熊本 | 新富町                                                        |
| 13:00               | - 長谷川雄介 20分, 50分 - 藤山雄生 51分 | 公式記録 |                    | 競技場: ユニリーバスタジアム新富 観客数: 239人 主審: 高崎航地 |

| 2022年5月21日 No.24 | ソニー仙台FC                         | 3 - 1    | 東京国際大学FC    | 利府町                                                             |
| 13:00               | - 内野裕太 9分, 76分 - 秋元佑太 11分 | 公式記録 | - 小島匠瑛 90+4分 | 競技場: みやぎ生協めぐみ野サッカー場A 観客数: 202人 主審: 原田雅士 |

### 2回戦
| 2022年6月1日 No.25 | 川崎フロンターレ                                                                      | 5 - 0    | 札幌大学 | 川崎市                                                |
| 18:00              | - 小塚和季 13分 - ジョアン・シミッチ 16分 - 知念慶 20分 - 瀬古樹 26分 - 永長鷹虎 65分 | 公式記録 |          | 競技場: 等々力陸上競技場 観客数: 4,667人 主審: 川俣秀 |

| 2022年6月1日 No.26 | 東京ヴェルディ                             | 2 - 1    | ブラウブリッツ秋田 | 調布市                                                  |
| 19:00              | - 佐藤凌我 7分 - ンドカ・ボニフェイス 31分 | 公式記録 | - 小暮大器 1分     | 競技場: 味の素スタジアム 観客数: 1,053人 主審: 松澤慶和 |

| 2022年6月1日 No.27 | 湘南ベルマーレ                                  | 3 - 0    | ヴェルフェ矢板 | 平塚市                                                          |
| 18:00              | - 瀬川祐輔 32分 - 永木亮太 60分 - 鈴木章斗 82分 | 公式記録 |                | 競技場: レモンガススタジアム平塚 観客数: 1,276人 主審: 高山啓義 |

| 2022年6月1日 No.28 | ジュビロ磐田                                                                     | 5 - 2    | 松本山雅FC                         | 磐田市                                                |
| 19:00              | - 清田奈央弥 9分 - 黒川淳史 14分 - 鹿沼直生 53分 - 吉長真優 55分 - 古川陽介 68分 | 公式記録 | - 田中パウロ淳一 4分 - 小松蓮 82分 | 競技場: ヤマハスタジアム 観客数: 3,773人 主審: 柿沼亨 |

| 2022年6月1日 No.29 | アビスパ福岡                                    | 3 - 0    | 沖縄SV | 福岡市                                                      |
| 19:00              | - 金森健志 40分 - 北島祐二 54分 - 東家聡樹 71分 | 公式記録 |        | 競技場: ベスト電器スタジアム 観客数: 1,459人 主審: 吉田哲朗 |

| 2022年6月1日 No.30 | FC町田ゼルビア | 1 - 3    | いわてグルージャ盛岡                            | 町田市                                                |
| 19:00              | - 岡野洵 24分  | 公式記録 | - オタボー 11分 - モレラト 41分 - 和田昌士 64分 | 競技場: 町田GIONスタジアム 観客数: 737人 主審: 岡宏道 |

| 2022年6月8日 No.31 | FC東京                                     | 2 - 0    | 富士大学 | 調布市                                                  |
| 19:00              | - 渡邊凌磨 36分 - アダイウトン 43分 (pen.) | 公式記録 |          | 競技場: 味の素スタジアム 観客数: 3,276人 主審: 榎本一慶 |

| 2022年6月1日 No.32 | V・ファーレン長崎 | 1 - 0    | 鹿児島ユナイテッドFC | 諫早市                                                                |
| 19:00              | - 奥田晃也 31分   | 公式記録 |                      | 競技場: トランスコスモススタジアム長崎 観客数: 1,964人 主審: 田中玲匡 |

| 2022年6月1日 No.33 | 鹿島アントラーズ                | 2 - 1    | 新潟医療福祉大学 | 鹿嶋市                                                          |
| 19:00              | - 染野唯月 56分 - 和泉竜司 74分 | 公式記録 | - 小森飛絢 85分  | 競技場: カシマサッカースタジアム 観客数: 2,670人 主審: 先立圭吾 |

| 2022年6月1日 No.34 | FC琉球          | 1 - 4    | 大宮アルディージャ                                   | 沖縄市                                                              |
| 19:00              | - 大本祐槻 57分 | 公式記録 | - 富山貴光 3分 - 武田英寿 23分, 84分 - 菊地俊介 38分 | 競技場: タピック県総ひやごんスタジアム 観客数: 405人 主審: 西山貴生 |

| 2022年6月1日 No.35 | ガンバ大阪                                                                      | 4 - 2 (延長) | FC岐阜                         | 吹田市                                                              |
| 19:00              | - ウェリントン・シウバ 21分 - 奥野耕平 47分 - パトリック 102分 - 藤春廣輝 113分 | 公式記録     | - 富樫佑太 8分 - 村田透馬 14分 | 競技場: パナソニックスタジアム吹田 観客数: 3,035人 主審: 福島孝一郎 |

| 2022年6月1日 No.36 | 大分トリニータ                                  | 3 - 0    | FC神楽しまね | 大分市                                                |
| 19:00              | - 梅崎司 20分 - 宇津元伸弥 63分 - 佐藤丈晟 76分 | 公式記録 |              | 競技場: 昭和電工ドーム 観客数: 1,587人 主審: 佐藤誠和 |

| 2022年6月1日 No.37 | 名古屋グランパス                          | 2 - 0    | 同志社大学 | 名古屋市                                                    |
| 19:00              | - 阿部浩之 46分 - マテウス・カストロ 88分 | 公式記録 |            | 競技場: パロマ瑞穂ラグビー場 観客数: 3,909人 主審: 今村義朗 |

| 2022年6月1日 No.38 | ジェフユナイテッド千葉 | 1 - 2    | ツエーゲン金沢          | 千葉市                                                    |
| 19:00              | - 櫻川ソロモン 8分     | 公式記録 | - 豊田陽平 78分, 90+4分 | 競技場: フクダ電子アリーナ 観客数: 1,867人 主審: 高崎航地 |

| 2022年6月1日 No.39 | セレッソ大阪                                              | 3 - 1    | 関西大学        | 大阪市                                                      |
| 19:00              | - 加藤陸次樹 21分 - ブルーノ・メンデス 33分 - 舩木翔 36分 | 公式記録 | - 西村真祈 48分 | 競技場: ヨドコウ桜スタジアム 観客数: 3,157人 主審: 西村雄一 |

| 2022年6月1日 No.40 | ベガルタ仙台                    | 2 - 1    | Honda FC        | 仙台市                                                        |
| 19:00              | - 中山仁斗 32分 - 加藤千尋 37分 | 公式記録 | - 三浦誠史 13分 | 競技場: ユアテックスタジアム仙台 観客数: 1,587人 主審: 中村太 |

| 2022年6月1日 No.41 | 横浜F・マリノス                                      | 3 - 0    | 鈴鹿ポイントゲッターズ | 横浜市                                                      |
| 19:00              | - 西村拓真 9分 - 小池裕太 75分 - レオ・セアラ 90+3分 | 公式記録 |                        | 競技場: ニッパツ三ツ沢球技場 観客数: 4,009人 主審: 御厨貴文 |

| 2022年6月1日 No.42 | ファジアーノ岡山 | 0 - 1    | 栃木SC        | 岡山市                                                        |
| 19:00              |                  | 公式記録 | - トカチ 87分 | 競技場: シティライトスタジアム 観客数: 1,802人 主審: 須谷雄三 |

| 2022年6月1日 No.43 | 清水エスパルス                                                                                              | 8 - 0    | 周南公立大学 | 静岡市                                                     |
| 19:00              | - チアゴ・サンタナ 13分, 33分 - ディサロ燦シルヴァーノ 41分, 49分, 52分 - 中山克広 44分, 56分 - 84分 (o.g.) | 公式記録 |              | 競技場: IAIスタジアム日本平 観客数: 1,616人 主審: 笠原寛貴 |

| 2022年6月1日 No.44 | 京都サンガF.C.                           | 3 - 1 (延長) | 高知ユナイテッドSC | 京都市                                                        |
| 19:00              | - 山﨑凌吾 82分, 105+1分 - 大前元紀 99分 | 公式記録     | - 赤星魁麻 69分    | 競技場: たけびしスタジアム京都 観客数: 1,708人 主審: 中井敏博 |

| 2022年6月1日 No.45 | サガン鳥栖    | 1 - 0    | ヴェルスパ大分 | 鳥栖市                                                      |
| 19:00              | - ジエゴ 44分 | 公式記録 |                | 競技場: 駅前不動産スタジアム 観客数: 2,746人 主審: 池内明彦 |

| 2022年6月1日 No.46 | アルビレックス新潟 | 1 - 4    | ロアッソ熊本                                                 | 新潟市                                                              |
| 19:00              | - 小見洋太 11分    | 公式記録 | - 菅田真啓 8分 - 坂本亘基 25分 - 竹本雄飛 66分 - 河原創 88分 | 競技場: デンカビッグスワンスタジアム 観客数: 4,135人 主審: 國吉真吾 |

| 2022年6月8日 No.47 | 北海道コンサドーレ札幌                                   | 4 - 3 (延長) | 桐蔭横浜大学                            | 札幌市                                                  |
| 18:00              | - 金子拓郎 56分, 111分 - 青木亮太 68分 - 岡村大八 90+4分 | 公式記録     | - 白輪地敬大 18分, 23分 - 寺沼星文 89分 | 競技場: 札幌厚別公園競技場 観客数: 1,642人 主審: 柿沼亨 |

| 2022年6月1日 No.48 | ヴァンフォーレ甲府                                     | 5 - 1    | 環太平洋大学  | 甲府市                                                                 |
| 18:00              | - 内藤大和 8分, 70分 - 飯島陸 58分 - 中山陸 80分, 90分 | 公式記録 | - 毛利隼 30分 | 競技場: JIT リサイクルインク スタジアム 観客数: 1,250人 主審: 大橋侑祐 |

| 2022年6月1日 No.49 | ヴィッセル神戸                            | 3 - 2    | カターレ富山                   | 神戸市                                                        |
| 18:00              | - 大迫勇也 70分, 90+1分 - 佐々木大樹 89分 | 公式記録 | - 安藤由翔 5分 - 高橋駿太 27分 | 競技場: ノエビアスタジアム神戸 観客数: 2,335人 主審: 小屋幸栄 |

| 2022年6月1日 No.50 | 水戸ホーリーホック | 1 - 2 (延長) | レノファ山口FC                  | 水戸市                                                          |
| 19:00              | - 高井和馬 76分    | 公式記録     | - 島屋八徳 4分 - 沼田駿也 106分 | 競技場: ケーズデンキスタジアム水戸 観客数: 845人 主審: 辛島宗烈 |

| 2022年6月1日 No.51 | 柏レイソル      | 1 - 0    | 筑波大学 | 柏市                                                              |
| 19:00              | - 高橋祐治 59分 | 公式記録 |          | 競技場: 三協フロンテア柏スタジアム 観客数: 2,435人 主審: 大坪博和 |

| 2022年6月1日 No.52 | 徳島ヴォルティス                        | 2 - 1    | 福山シティFC    | 鳴門市                                                                                  |
| 19:00              | - 玄理吾 11分 - ムシャガ・バケンガ 42分 | 公式記録 | - 高橋大樹 46分 | 競技場: 鳴門・大塚スポーツパークポカリスエットスタジアム 観客数: 1,191人 主審: 矢野浩平 |

| 2022年6月1日 No.53 | 浦和レッズ      | 1 - 0    | 福島ユナイテッドFC | さいたま市                                                |
| 19:00              | - 明本考浩 47分 | 公式記録 |                    | 競技場: 浦和駒場スタジアム 観客数: 6,812人 主審: 岡部拓人 |

| 2022年6月1日 No.54 | モンテディオ山形 | 1 - 3    | ザスパクサツ群馬                               | 天童市                                                        |
| 19:00              | - 横山塁 24分    | 公式記録 | - 北川柊斗 6分 - 田中稔也 34分 - 髙木彰人 64分 | 競技場: NDソフトスタジアム山形 観客数: 2,052人 主審: 酒井達矢 |

| 2022年6月1日 No.55 | サンフレッチェ広島            | 2 - 0    | ホンダロックSC | 福山市                                                          |
| 18:30              | - 満田誠 32分 - 佐々木翔 52分 | 公式記録 |                | 競技場: 福山通運ローズスタジアム 観客数: 2,463人 主審: 清水勇人 |

| 2022年6月8日 No.56                                      | 横浜FC                                           | 3 - 3 (延長) (3 - 1 PK戦)                     | ソニー仙台FC                                    | 横浜市                                                    |
| 19:00                                                   | - フェリペ・ヴィゼウ 28分 - 西山大雅 42分, 115分 | 公式記録                                      | - 松本拓海 50分 - 秋元佑太 57分 - 平田健人 93分 | 競技場: ニッパツ三ツ沢球技場 観客数: 1,452人 主審: 川俣秀 |
|                                                         | PK戦                                             |                                               |                                                 |                                                           |
| - フェリペ・ヴィゼウ - 武田英二郎 - 中村拓海 - 中塩大貴 |                                                  | - 吉森恭兵 - 佐々木敦河 - 山田晋平 - 澤田雄大 |                                                 |                                                           |

### 3回戦
| 2022年6月22日 No.57 | 川崎フロンターレ | 0 - 1    | 東京ヴェルディ  | 川崎市                                                  |
| 19:00               |                  | 公式記録 | - 佐藤凌我 39分 | 競技場: 等々力陸上競技場 観客数: 7,534人 主審: 榎本一慶 |

| 2022年6月22日 No.58 | 湘南ベルマーレ | 0 - 1    | ジュビロ磐田   | 平塚市                                                          |
| 18:30               |                | 公式記録 | - 黒川淳史 5分 | 競技場: レモンガススタジアム平塚 観客数: 1,955人 主審: 先立圭吾 |

| 2022年6月22日 No.59 | アビスパ福岡                                  | 3 - 1    | いわてグルージャ盛岡 | 盛岡市                                                  |
| 18:30               | - 輪湖直樹 56分 - 北島祐二 79分 - 渡大生 84分 | 公式記録 | - ブレンネル 70分    | 競技場: いわぎんスタジアム 観客数: 712人 主審: 西村雄一 |

| 2022年6月22日 No.60 | FC東京                                 | 2 - 3 (延長) | V・ファーレン長崎                                          | 諫早市                                                              |
| 19:00               | - レアンドロ 3分 - アダイウトン 45+1分 | 公式記録     | - 山崎亮平 14分 - 安部大晴 32分 - クリスティアーノ 105+2分 | 競技場: トランスコスモススタジアム長崎 観客数: 2,808人 主審: 中村太 |

| 2022年6月22日 No.61 | 鹿島アントラーズ                                | 3 - 0    | 大宮アルディージャ | さいたま市                                               |
| 19:00               | - 仲間隼斗 16分 - 鈴木優磨 52分 - 上田綺世 90分 | 公式記録 |                    | 競技場: NACK5スタジアム大宮 観客数: 6,161人 主審: 川俣秀 |

| 2022年6月22日 No.62 | ガンバ大阪                                     | 3 - 1    | 大分トリニータ  | 大分市                                                    |
| 19:00               | - 山見大登 49分 - パトリック 66分, 89分 (pen.) | 公式記録 | - 呉屋大翔 14分 | 競技場: 昭和電工ドーム大分 観客数: 2,012人 主審: 岡部拓人 |

| 2022年6月22日 No.63 | 名古屋グランパス       | 1 - 0    | ツエーゲン金沢 | 金沢市                                                            |
| 19:00               | - 阿部浩之 51分 (pen.) | 公式記録 |                | 競技場: 石川県西部緑地公園陸上競技場 観客数: 2,959人 主審: 谷本涼 |

| 2022年6月22日 No.64 | セレッソ大阪                                                                  | 3 - 2    | ベガルタ仙台                   | 仙台市                                                            |
| 19:00               | - ブルーノ・メンデス 31分 - マテイ・ヨニッチ 42分 - ジェアン・パトリッキ 50分 | 公式記録 | - 加藤千尋 6分 - 鎌田大夢 62分 | 競技場: ユアテックスタジアム仙台 観客数: 2,494人 主審: 福島孝一郎 |

| 2022年6月22日 No.65 | 横浜F・マリノス | 0 - 2    | 栃木SC                                | 宇都宮市                                                        |
| 19:00               |                 | 公式記録 | - 神戸康輔 58分 - ジュニーニョ 90+1分 | 競技場: カンセキスタジアムとちぎ 観客数: 3,923人 主審: 笠原寛貴 |

| 2022年6月22日 No.66 | 清水エスパルス | 0 - 1    | 京都サンガF.C.  | 静岡市                                                     |
| 19:00               |                | 公式記録 | - 中野桂太 58分 | 競技場: IAIスタジアム日本平 観客数: 2,302人 主審: 大坪博和 |

| 2022年6月22日 No.67 | サガン鳥栖                                        | 3 - 2    | ロアッソ熊本                  | 熊本市                                                      |
| 19:00               | - 相良竜之介 22分 - 垣田裕暉 58分 - 宮代大聖 74分 | 公式記録 | - 髙橋利樹 19分 - 河原創 76分 | 競技場: えがお健康スタジアム 観客数: 2,731人 主審: 木村博之 |

| 2022年6月22日 No.68 | 北海道コンサドーレ札幌 | 1 - 2    | ヴァンフォーレ甲府    | 甲府市                                                                 |
| 18:00               | - 11分 (o.g.)          | 公式記録 | - 三平和司 31分, 39分 | 競技場: JIT リサイクルインク スタジアム 観客数: 小屋幸栄 主審: 1,622人 |

| 2022年6月22日 No.69 | ヴィッセル神戸                | 2 - 1    | レノファ山口FC  | 山口市                                                        |
| 19:00               | - 初瀬亮 84分 - 酒井高徳 90分 | 公式記録 | - 池上丈二 73分 | 競技場: 維新みらいふスタジアム 観客数: 6,640人 主審: 清水勇人 |

| 2022年6月22日 No.70 | 柏レイソル                  | 2 - 1    | 徳島ヴォルティス | 鳴門市                                                                                  |
| 19:00               | - 土屋巧 51分 - 森海渡 57分 | 公式記録 | - 西野太陽 5分   | 競技場: 鳴門・大塚スポーツパークポカリスエットスタジアム 観客数: 1,151人 主審: 今村義朗 |

| 2022年6月22日 No.71 | 浦和レッズ | 0 - 1    | ザスパクサツ群馬 | 前橋市                                                        |
| 19:00               |            | 公式記録 | - 髙木彰人 35分  | 競技場: 正田醤油スタジアム群馬 観客数: 5,893人 主審: 高山啓義 |

| 2022年6月22日 No.72 | サンフレッチェ広島                                                                | 5 - 0    | 横浜FC | 横浜市                                                      |
| 19:00               | - 森島司 12分 - 東俊希 58分 - ドウグラス・ヴィエイラ 75分 - 松本泰志 90分, 90+3分 | 公式記録 |        | 競技場: ニッパツ三ツ沢球技場 観客数: 1,578人 主審: 佐藤隆治 |

### ラウンド16（4回戦）
| 2022年7月20日 No.73 | 東京ヴェルディ                            | 2 - 1 (延長) | ジュビロ磐田          | 調布市                                                  |
| 19:00               | - 新井瑞希 82分 (pen.) - 奈良輪雄太 114分 | 公式記録     | ジャーメイン良 90+3分 | 競技場: 味の素スタジアム 観客数: 2,275人 主審: 今村義朗 |

| 2022年7月13日 No.74 | アビスパ福岡                            | 2 - 0    | V・ファーレン長崎 | 諫早市                                                                |
| 19:03               | - 渡大生 11分 - フアンマ・デルガド 79分 | 公式記録 |                   | 競技場: トランスコスモススタジアム長崎 観客数: 3,463人 主審: 山本雄大 |

| 2022年7月13日 No.75 | 鹿島アントラーズ                              | 2 - 0    | ガンバ大阪 | 鹿嶋市                                                                  |
| 19:03               | - ディエゴ・ピトゥカ 71分 - エヴェラウド 75分 | 公式記録 |            | 競技場: 茨城県立カシマサッカースタジアム 観客数: 3,663人 主審: 池内明彦 |

| 2022年7月13日 No.76 | 名古屋グランパス          | 1 - 2    | セレッソ大阪                 | 大阪市                                                      |
| 18:33               | - マテウス・カストロ 69分 | 公式記録 | - 7分 (o.g.) - 為田大貴 88分 | 競技場: ヨドコウ桜スタジアム 観客数: 3,734人 主審: 笠原寛貴 |

| 2022年7月13日 No.77 | 栃木SC        | 1 - 2    | 京都サンガF.C.                     | 宇都宮市                                                        |
| 19:03               | - 宮崎鴻 36分 | 公式記録 | - 豊川雄太 6分 - イスマイラ 90+3分 | 競技場: カンセキスタジアムとちぎ 観客数: 2,376人 主審: 清水勇人 |

| 2022年7月13日 No.78 | サガン鳥栖      | 1 - 3    | ヴァンフォーレ甲府                              | 甲府市                                                                   |
| 18:03               | - 宮代大聖 75分 | 公式記録 | - ブルーノ・パライバ 33分, 37分 - 松本凪生 76分 | 競技場: JIT リサイクルインク スタジアム 観客数: 1,820人 主審: 福島孝一郎 |

| 2022年7月13日 No.79 | ヴィッセル神戸                  | 2 - 1    | 柏レイソル      | 神戸市                                                        |
| 19:03               | - 佐々木大樹 40分 - 初瀬亮 86分 | 公式記録 | - 椎橋慧也 61分 | 競技場: ノエビアスタジアム神戸 観客数: 3,776人 主審: 西村雄一 |

| 2022年7月13日 No.80 | ザスパクサツ群馬 | 0 - 1    | サンフレッチェ広島 | 前橋市                                                      |
| 19:03               |                  | 公式記録 | - 塩谷司 57分      | 競技場: 正田醤油スタジアム群馬 観客数: 2,362人 主審: 谷本涼 |

### 準々決勝
準々決勝（ベスト8）以降の組み合わせ抽選は、2022年7月15日にオンラインで実施され、日本サッカー協会のYouTubeチャンネル「JFA TV」で生配信された。甲府・広島並びにマッチナンバー73で対戦する磐田が準々決勝のホームスタジアムを確保できていないことを踏まえ、チーム名の書かれたポットAと、トーナメントポジションの書かれたポットBの2つのポットを使って以下の手順で行われた。
1. No.81ホーム→No.81アウェー→No.82ホーム→…の順にトーナメントポジションに1から8の番号を割り当て、ポットAに番号を記す。
2. まず、2・4・6・8の番号の書かれたカプセルの入ったポットAを抽選し、甲府・広島・No.73のチーム名の書かれたカプセルの入ったポットBを抽選し、3チームのトーナメントポジションを決定する （これにより、甲府・広島及びマッチナンバー73の勝者は準々決勝で必ずアウェイ側となる）。
3. ポットAに1・3・5・7のカプセルを、ポットBに残りの5チームの書かれたカプセルをそれぞれ入れ、ポットA→ポットBの順に抽選して残りのチームのトーナメントポジションを決定する。

ドロワーは日本サッカー協会天皇杯実施委員会委員長の中野雄二、ゲストドロワーとして元日本代表の川口能活が参加。進行役は元日本代表の播戸竜二。
| 2022年9月7日 No.81 | アビスパ福岡    | 1 - 2 (延長) | ヴァンフォーレ甲府              | 福岡市                                                      |
| 19:03              | - 森山公弥 27分 | 公式記録     | - 三平和司 16分 - 鳥海芳樹 97分 | 競技場: ベスト電器スタジアム 観客数: 1,948人 主審: 荒木友輔 |

| 2022年9月7日 No.82 | ヴィッセル神戸 | 0 - 1    | 鹿島アントラーズ | 神戸市                                                        |
| 19:03              |                | 公式記録 | - 鈴木優磨 62分  | 競技場: ノエビアスタジアム神戸 観客数: 4,931人 主審: 飯田淳平 |

| 2022年9月7日 No.83 | 京都サンガF.C.            | 2 - 1    | 東京ヴェルディ  | 調布市                                                  |
| 19:03              | - パウリーニョ 21分, 53分 | 公式記録 | - 谷口栄斗 90分 | 競技場: 味の素スタジアム 観客数: 2,454人 主審: 池内明彦 |

| 2022年9月7日 No.84 | セレッソ大阪            | 1 - 2    | サンフレッチェ広島              | 大阪市                                                    |
| 18:33              | - アダム・タガート 40分 | 公式記録 | - 柏好文 86分 - 川村拓夢 90+1分 | 競技場: ヨドコウ桜スタジアム 観客数: 5,054人 主審: 中村太 |

### 準決勝
| 2022年10月5日 No.85 | ヴァンフォーレ甲府 | 1 - 0    | 鹿島アントラーズ | 鹿嶋市                                                                    |
| 17:33               | - 宮崎純真 37分    | 公式記録 |                  | 競技場: 茨城県立カシマサッカースタジアム 観客数: 8,965人 主審: 福島孝一郎 |

| 2022年10月5日 No.86 | 京都サンガF.C.    | 1 - 2 (延長) | サンフレッチェ広島                                                   | 亀岡市                                                           |
| 19:33               | - イスマイラ 79分 | 公式記録     | - ドウグラス・ヴィエイラ 40分 (pen.) - ナッシム・ベン・カリファ 95分 | 競技場: サンガスタジアム by KYOCERA 観客数: 6,787人 主審: 松尾一 |

### 決勝
決勝に駒を進めたのは、3回戦以降、札幌・鳥栖・福岡とJ1勢を立て続けに破り、準決勝でも直近のリーグ戦で6連敗中にもかかわらずFW宮崎純真の挙げた先制点を守り切って鹿島を下しクラブ初の決勝進出を決めたJ2の甲府 と、準決勝で延長戦の末FWナッシム・ベン・カリファの決勝ゴールで京都を下し、第93回大会（2013年度）以来9大会ぶりの決勝進出を決め、前身の東洋工業時代の第49回大会（1969年度）以来53年ぶりの天皇杯優勝を目指す広島 の2チーム。J2勢が決勝に進出するのは第94回大会（2014年度）の山形以来8大会ぶり。
試合は序盤から広島がボールを握る展開となるが、5バック気味にコンパクトな守備陣形を敷く甲府の前にシュートが放てない。すると前半26分、甲府の最初のコーナーキックをMF長谷川元希がショートに蹴り、MF山田陸とのワンツーから深い位置に侵入したMF荒木翔にパス。荒木が中央に折り返すとニアサイドに待ち構えていたFW三平和司がゴールを決め、甲府が先制する。その後も広島が攻め込む展開が続くが、そのまま前半を終了する。
後半に入り、広島はFWナッシム・ベン・カリファとMFエゼキエウを投入して攻勢を強めようとするが、逆に後半29分には途中出場の甲府FWウィリアン・リラにクロスバー直撃のシュートを受けるなど攻めきれない。このまま甲府が逃げ切るかと思われた後半40分、広島MFエゼキエウが左サイドで股抜きのパスを送ると、これに反応したMF川村拓夢が反転して角度のないところからシュートを放つと、ニアサイドでGKの頭上を抜く同点ゴールとなり、試合は延長戦に突入する。
延長に入っても延長前半開始早々のMF満田誠のフリーキックがクロスバーを直撃する など広島が押し込む展開が続くものの、甲府の守備ブロックは崩れず決定機を作らせない。しかし延長後半10分、直前に投入された甲府在籍20年目のベテラン・DF山本英臣がペナルティエリア内でハンドの反則を犯し広島にPKが与えられる。広島にとって千載一遇のチャンス、甲府にとって絶体絶命のピンチとなるこの場面で、ハンドを誘った広島MF満田の左下隅を狙ったキックを甲府GK河田晃兵が右手一本で防ぎ、ゴールならず。このまま120分でも決着がつかず、天皇杯の決勝としては第70回大会（1990年度）以来2度目となるPK戦決着となった。
PK戦では広島の4人目・MF川村が河田に止められたのに対し、甲府は5人目のDF山本を含めて全員が成功させ、J2の甲府がJ1の5クラブを撃破してクラブ史上初めての3大タイトル獲得となった。J2クラブの天皇杯制覇は第91回大会（2011年度）のFC東京以来2クラブ目。一方広島は、Jリーグ発足後6度目の天皇杯決勝ながら、またも天皇杯獲得とはならなかった。
| ヴァンフォーレ甲府                                                 | 1 - 1 (延長) | サンフレッチェ広島                                                               |
| ------------------------------------------------------------------ | ------------ | -------------------------------------------------------------------------------- |
| - 三平和司 26分                                                    | 公式記録     | - 川村拓夢 84分                                                                  |
| PK戦                                                               |              |                                                                                  |
| - ウィリアン・リラ - ジェトゥリオ - 松本凪生 - 石川俊輝 - 山本英臣 | 5 - 4        | - ピエロス・ソティリウ - 松本泰志 - ナッシム・ベン・カリファ - 川村拓夢 - 満田誠 |

| ヴァンフォーレ甲府 |    |                        |  |       |
| GK                 | 01 | 河田晃兵               |  |       |
| DF                 | 02 | 須貝英大               |  |       |
| DF                 | 05 | 浦上仁騎               |  | 112分 |
| DF                 | 23 | 関口正大               |  |       |
| DF                 | 40 | エドゥアルド・マンシャ |  |       |
| MF                 | 07 | 荒木翔                 |  | 66分  |
| MF                 | 18 | 鳥海芳樹               |  | 62分  |
| MF                 | 24 | 山田陸                 |  | 112分 |
| MF                 | 26 | 石川俊輝               |  |       |
| MF                 | 41 | 長谷川元希             |  | 101分 |
| FW                 | 09 | 三平和司               |  | 62分  |
| 控え選手           |    |                        |  |       |
| GK                 | 31 | 岡西宏祐               |  |       |
| DF                 | 04 | 山本英臣               |  | 112分 |
| DF                 | 22 | 野澤陸                 |  | 66分  |
| DF                 | 32 | フォゲッチ             |  | 112分 |
| MF                 | 20 | 松本凪生               |  | 62分  |
| FW                 | 10 | ウィリアン・リラ       |  | 62分  |
| FW                 | 29 | ジェトゥリオ           |  | 101分 |
| 監督               |    |                        |  |       |
| 吉田達磨           |    |                        |  |       |

| サンフレッチェ広島   |    |                          |      |      |      |
| GK                   | 38 | 大迫敬介                 |      |      |      |
| DF                   | 03 | 塩谷司                   |      |      |      |
| DF                   | 04 | 荒木隼人                 |      |      |      |
| DF                   | 19 | 佐々木翔                 |      |      |      |
| MF                   | 25 | 茶島雄介                 |      | 70分 |      |
| MF                   | 27 | 川村拓夢                 |      |      |      |
| MF                   | 07 | 野津田岳人               |      | 79分 |      |
| MF                   | 18 | 柏好文                   |      | 70分 |      |
| MF                   | 10 | 森島司                   | 32分 | 46分 |      |
| MF                   | 39 | 満田誠                   |      |      |      |
| FW                   | 09 | ドウグラス・ヴィエイラ   |      | 46分 |      |
| 控え選手             |    |                          |      |      |      |
| GK                   | 22 | 川浪吾郎                 |      |      |      |
| DF                   | 02 | 野上結貴                 |      | 70分 |      |
| DF                   | 21 | 住吉ジェラニレショーン   |      | 91分 |      |
| MF                   | 14 | エゼキエウ               |      | 46分 | 91分 |
| MF                   | 17 | 松本泰志                 |      | 70分 |      |
| FW                   | 13 | ナッシム・ベン・カリファ |      | 46分 |      |
| FW                   | 20 | ピエロス・ソティリウ     |      | 79分 |      |
| 監督                 |    |                          |      |      |      |
| ミヒャエル・スキッベ |    |                          |      |      |      |

### 注記
1. ↑  第27回香川県サッカー選手権大会決勝（香川県代表決定戦）で対戦予定だったカマタマーレ讃岐から新型コロナウイルス感染症の陽性者が複数名発生したことに伴う決勝戦辞退の申し出があったことを踏まえ、香川県サッカー協会が決勝戦を「高松大学の不戦勝」として取り扱い、高松大学が優勝者（香川県代表）に決定[10]。
2. ↑  2022愛媛県サッカー選手権大会決勝（愛媛県代表決定戦）で対戦予定だった愛媛FCから新型コロナウイルス感染症の陽性者が複数名発生したことに伴う決勝戦辞退の申し出があったことを踏まえ決勝戦の開催中止を決定、愛媛県サッカー協会が両チームに確認した上でFC今治が愛媛県代表に決定[11]。
3. ↑  2022年大分県サッカー選手権大会決勝（大分県代表決定戦）で対戦予定だったジェイリースFCから新型コロナウイルス感染症の陽性者が複数名発生したことに伴う決勝戦辞退の申し出があったことを踏まえ、大分県サッカー協会が決勝戦を「ジェイリースFCの棄権による不戦敗」として取り扱い、ヴェルスパ大分が優勝者（大分県代表）に決定[12]。
4. ↑  当初は7月13日に開催が予定されていたが、東京ヴェルディの関係者複数名に新型コロナウイルスの感染者が複数確認されたことを受け、管轄保健所よりトップチームの活動停止の指導を受けたため、試合を1週間延期する措置を執った[15]。
5. ↑  この時は決勝の対戦相手がJ2の京都サンガF.C.で、どちらが勝っても初のJ2勢優勝であった。決勝でJ2クラブがJ1クラブを破って優勝するのは今回が初である[24]。